# Laitasaari (ö i Kajanaland, Kehys-Kainuu, lat 65,20, long 29,17)
Laitasaari är en ö i Finland. Den ligger i sjön Kiantajärvi och i kommunen Suomussalmi i den ekonomiska regionen  Kehys-Kainuu  och landskapet Kajanaland, i den nordöstra delen av landet, 600 km norr om huvudstaden Helsingfors. Öns area är 0,8 hektar och dess största längd är 170 meter i sydväst-nordöstlig riktning.